# Галичина (спортивний клуб)
СК «Галичина» (англ. Sport Club «Galychyna» Kyokushin Karate) — спортивний клуб з кіокушинкай карате. Створений 2007 році в Дрогобичі на базі «НПК-Галичина».
Засновником спортклубу є Віктор Москвич. Саме з нього і розпочалася історія кіокушинкай карате на теренах Франкового краю. Клуб має свої осередки в Дрогобичі, Трускавці та Бориславі.